# Makov, Svitavy
Makov là một làng thuộc huyện Svitavy, vùng Pardubický, Cộng hòa Séc.